# Guillermo Parodi
Guillermo Parodi (Bella Vista, 1947 - Buenos Aires, 2007) fue un poeta argentino de la región del Litoral. Fue esposo de la reconocida cantautora de música folclórica argentina Teresa Parodi, quien adoptó su apellido como nombre artístico.

## Historia
Nació en Bella Vista, Corrientes, en 1947 y falleció en Buenos Aires en 2007. Estuvo casado con la cantautora Teresa Sellarés (que adoptó su apellido) con quien tuvo cinco hijos y para quien compuso algunas letras, entre ellas la de la canción «Tiempo Azul», que habla de su ciudad natal. Tras veinticinco años de matrimonio se divorció de Teresa y volvió a formar familia. 

Pasó inadvertido en las editoriales correntinas y en vida publicó únicamente poemas sueltos en diarios y revistas de Corrientes y Buenos Aires. En el año 2008 se publicó, a través de la Asociación Artes y Letras de Valencia y con el impulso de su hijo Camilo, el libro póstumo Un hombre cortado en pedazos, que reúne gran parte de su producción. 
“Guillermo fue un poeta importante, él publicó un único libro, Un hombre cortado en pedazos, y a ese libro le fue agregando sus poemas y gracias a Marily Morales Segovia, Marta Cheme y mi hijo Camilo, lograron un trabajo que fue publicado  en Corrientes, hasta donde Guillermo lo había pensado y esa obra fue importante para mis hijos”.

Teresa Parodi

## Libros
- 2008 - Un hombre cortado en pedazos - Asociación Artes y Letras de Valencia, Moglia SRL.